# Allokálás (energiakereskedelem)
Az energiallátás területén az allokálás a rendszerüzemeltető által a rendszeren mért mennyiségek érintett felhasználók közötti felosztása – algoritmikus eljárással, vagy részletesebb mérési adatok alapján. Az allokálás eredménye képezi a rendszerüzemeltető és a rendszerhasználó, sőt, a rendszerhasználók egymás közötti elszámolásának alapját is. Az allokálás történhet elektronikusan, informatikai platformon egyaránt.
Az allokálási eljárás – az algoritmus függvényében – a mérési adatok mellett általában a nominálási ill. menetrendi adatokat is alapul veszi. (Pl. földgáz-tárolók esetében a nominált mennyiségeket egyenesen allokáltnak szokták felvenni a gyakorlatban.)
Az allokált mennyiségek alapján az energiakereskedők egyensúlyi pozíciója, azaz allokált forrás – fogyasztás egyenlege is megállapítható. Ezt a többletként v. hiányként megjelenő egyensúlytalanságot a kereskedők – amennyiben a piac erre lehetőséget nyújt – ex post az energiatőzsde keretei között értékesíthetik / megvásárolhatják.
Amennyiben adott energiakereskedő allokált mennyisége meghaladja az adott ponton és időegységben értelmezett kapacitáslekötését, pótdíjat és/vagy büntetést kell fizetnie a rendszerüzemeltető részére.